# Иванов, Василий Иванович (партийный деятель)
Васи́лий Ива́нович Ивано́в (род. 1885 в Санкт-Петербурге — февраль 1938) — советский государственный, партийный и хозяйственный деятель. Руководитель губернских органов ВЧК в 1918—1920 гг. Член ЦК КП(б)У и кандидат в члены ЦК КПСС. Начальник строительства и первый директор Сталинградского тракторного завода и Прибалхашского медеплавильного комбината.

## Биография
В 1901 году окончил военно-морскую школу в Санкт-Петербурге, а в 1904 году — военно-морскую электротехническую школу в Кронштадте. В 1902—1908 гг. служил матросом-минёром и электротехником на кораблях Балтийского флота. В 1904 году принял участие в бунте матросов, за что был предан военно-морскому суду. С 1908 до 1917 года работал монтёром Николаевской железной дороги и на петроградских заводах. 
Член РСДРП(б) с февраля 1917 года. В 1917—1918 гг. — командир отряда Красной гвардии и бронепоезда (Харьков, Лозовая, Павлоград, Екатеринослав). В 1918 году — уполномоченный ЦК РКП(б) и ВЦИК в Ярославле и Вологде.
В 1918—1920 гг. работал в руководстве губернских органов ВЧК и ВУЧК:
- с ноября 1918 до 25.01.1919 года — председатель Саратовской губернской ЧК, член Орловской губернской ЧК
- с октября до декабря 1919 года — председатель Курской губернской ЧК
- с 25 декабря 1919 по 15 мая 1920 года — председатель Харьковской губернской ЧК
- в мае-июне 1920 — председатель Полтавской губернской ЧК, затем — помощник командира войск внутренней службы Украинской ССР по политическим вопросам[1]

Затем на руководящей партийной работе в УССР:
- 1920—1921 гг. — ответственный секретарь районного комитета КП(б)У в Харькове
- в 1921 г. — ответственный секретарь Харьковского губернского комитета КП(б)У
- 1921—1922 гг. — председатель Южного Бюро Всесоюзного профсоюза металлистов
- 1922 г. — председатель главного управления металлургической промышленности СНХ Украинской ССР.
- 10.04.1923—12.05.1924 гг. — кандидат в члена ЦК КП(б)У
- 16.05.1924—06.12.1925 гг. — член ЦК КП(б)У
- 31.05.1924—18.12.1925 — кандидат в члены ЦК РКП(б)[1]

С 1925 года на руководящих должностях в народном хозяйстве и в советских органов власти:
- 1925—1927 гг. — председатель Правления треста «Госпромцветмет» ВСНХ СССР
- с 1927 до января 1928 г. — член Коллегии народного комиссариата труда РСФСР, с января * с января по июнь 1928 года — председатель исполнительного комитета Орловского губернского совета
- с конца сентября 1928 до июня 1930 года[2] — начальник строительства Сталинградского тракторного завода, по окончании которого назначен первым директором этого предприятия (на этой должности до начала 1931 года)
- 1931 — заместитель председателя Правления Всесоюзного автотракторного объединения
- 1931 — председатель Правления Всесоюзного треста «Союзстрой»
- 1931—1932 гг. — управляющий трестом «Южцветмет»
- с 1932 до апреля 1933 г. — председатель правления треста «Южцветметзолото» и заместитель начальника треста Главцветметзолото
- с апреля 1933 года — начальник строительства, а затем директор Прибалхашского медеплавильного комбината (Караганда)[1]

Делегат XIII (1924), XIV (1925), XVI (1930) и XVII съездов ВКП(б) (1934).
25 июля 1937 года арестован. Решением Военной коллегии Верховного суда от 25 февраля 1938 года приговорён к высшей мере наказания и расстрелян. Реабилитирован в 1956 году.

## Награды
- Орден Ленина (8 августа 1931) — за особо выдающиеся заслуги, проявленные в строительстве Сталинградского тракторного завода[4].